# Elecciones municipales de San Martín de 2002
Las elecciones municipales de San Martín de 2002 se llevaron a cabo el 17 de noviembre de 2002 para elegir al alcalde y al Concejo Provincial de San Martín para el periodo 2003-2006. La elección se celebró simultáneamente con elecciones regionales y municipales (provinciales y distritales) en todo el país.

## Sistema electoral
La Municipalidad Provincial de San Martín es el órgano administrativo y de gobierno de la provincia de San Martín. Está compuesta por el alcalde y el Concejo Provincial.
La votación del alcalde y el concejo se realiza en base al sufragio universal, que comprende a todos los ciudadanos nacionales mayores de dieciocho años, empadronados y residentes en la provincia de San Martín y en pleno goce de sus derechos políticos, así como a los ciudadanos no nacionales residentes y empadronados en la provincia de San Martín.
El Concejo Provincial de San Martín está compuesto por 11 regidores elegidos por sufragio directo para un período de cuatro (4) años, en forma conjunta con la elección del alcalde (quien lo preside). La votación es por lista cerrada y bloqueada. Se asigna a la lista ganadora los escaños según el método d'Hondt o la mitad más uno, lo que más le favorezca.

## Composición del Concejo Provincial de San Martín
La siguiente tabla muestra la composición del Concejo Provincial de San Martín antes de las elecciones.
| Partidos | Partidos                              | Regidores |
| -------- | ------------------------------------- | --------- |
|          | Acción Popular                        | 7         |
|          | Movimiento Independiente Vamos Vecino | 4         |

## Partidos y candidatos
A continuación se muestra una lista de los principales partidos y alianzas electorales que participaron en las elecciones:
| Candidatura | Candidatura | Partidos y alianzas | Candidatos | Candidatos                  | Ideología                                               | Resultado previo | Resultado previo | Ref. |
| Candidatura | Candidatura | Partidos y alianzas | Candidatos | Candidatos                  | Ideología                                               | Votos (%)        | Reg.             | Ref. |
| ----------- | ----------- | --- | ---------- | --------------------------- | ------------------------------------------------------- | ---------------- | ---------------- | ---- |
|             | AP          | Lista - Acción Popular (AP) |            | Víctor Coral Pérez          | Humanismo Nacionalismo cívico Reformismo                | 52.49%           | 7                |      |
|             | APRA        | Lista - Partido Aprista Peruano (APRA) |            | Lionel Flores Sánchez       | Aprismo                                                 | 4.69%            | 0                |      |
|             | SP          | Lista - Somos Perú (SP) |            | Horacio Ramírez García      | Democracia cristiana Conservadurismo social             | 3.64%            | 0                |      |
|             | PP          | Lista - Perú Posible (PP) |            | Pedro Vargas Rodríguez      | Socioliberalismo Democracia liberal Tercera vía         | Nuevo            | Nuevo            |      |
|             | UN          | Lista - Unidad Nacional (UN) – Partido Popular Cristiano (PPC) – Solidaridad Nacional (SN) – Renovación Nacional (RN) – Cambio Radical (CR) |            | David Arévalo Arévalo       | Democracia cristiana Conservadurismo Neoliberalismo     | Nuevo            | Nuevo            |      |
|             | MNI         | Lista - Movimiento Nueva Izquierda (MNI) |            | Óscar Cárdenas Bartra       | Marxismo-leninismo Mariateguismo Socialismo democrático | Nuevo            | Nuevo            |      |
|             | IDEAS       | Lista - Movimiento Independiente IDEAS (IDEAS)                                                                                              |            | Armando Gonzáles del Águila | Regionalismo sanmartinense                              | Nuevo            | Nuevo            |      |
|             | IND         | Lista - Lista Independiente N° 1 Fuerza Sanmartinense y Motokarristas en Acción                                                             |            | Manuel Rocha Díaz           | Localismo sanmartinense                                 | Nuevo            | Nuevo            |      |

## Resultados

### Sumario general
| |                                                                         |              |              |              |           |           |  |  |
| Partidos y coaliciones                                                                                               | Partidos y coaliciones                                                  | Voto popular | Voto popular | Voto popular | Regidores | Regidores |  |  |
| Partidos y coaliciones                                                                                               | Partidos y coaliciones                                                  | Votos        | %            | ±pp          | Total     | +/−       |  |  |
| | Movimiento Independiente IDEAS (IDEAS)                                  | 15,883       | 26.66        | Nuevo        | 7         | +7        |  |  |
| | Partido Aprista Peruano (APRA)                                          | 13,048       | 21.90        | +17.21       | 2         | +2        |  |  |
| | Acción Popular (AP)                                                     | 12,070       | 20.26        | –32.23       | 1         | –6        |  |  |
| | Perú Posible (PP)                                                       | 6,410        | 10.76        | Nuevo        | 1         | +1        |  |  |
| | Unidad Nacional (UN)                                                    | 5,574        | 9.36         | Nuevo        | 0         | ±0        |  |  |
| | Somos Perú (SP)1                                                        | 3,474        | 5.83         | +2.19        | 0         | ±0        |  |  |
| | Lista Independiente N° 1 Fuerza Sanmartinense y Motokarristas en Acción | 2,830        | 4.75         | n/a          | 0         | ±0        |  |  |
| | Movimiento Nueva Izquierda (MNI)                                        | 279          | 0.47         | Nuevo        | 0         | ±0        |  |  |
| |                                                                         |              |              |              |           |           |  |  |
| Total | Total                                                                   | 59,568       |              |              | 11        | ±0        |  |  |
| |                                                                         |              |              |              |           |           |  |  |
| Votos válidos | Votos válidos                                                           | 59,568       | 86.91        | –5.47        |           |           |  |  |
| Votos en blanco | Votos en blanco                                                         | 5,107        | 7.45         | +5.12        |           |           |  |  |
| Votos nulos | Votos nulos                                                             | 3,865        | 5.64         | +0.36        |           |           |  |  |
| Votos emitidos | Votos emitidos                                                          | 68,540       | 83.91        | +4.44        |           |           |  |  |
| Abstenciones | Abstenciones                                                            | 13,147       | 16.09        | –4.44        |           |           |  |  |
| Votantes registrados                                                                                                 | Votantes registrados                                                    | 81,687       |              |              |           |           |  |  |
| |                                                                         |              |              |              |           |           |  |  |
| Fuente: |                                                                         |              |              |              |           |           |  |  |
| Notas al pie: 1 Comparado con los resultados del Movimiento Independiente Somos Perú (SP) en las elecciones de 1998. |                                                                         |              |              |              |           |           |  |  |
| Notas al pie: |                                                                         |              |              |              |           |           |  |  |
| 1 Comparado con los resultados del Movimiento Independiente Somos Perú (SP) en las elecciones de 1998.               |                                                                         |              |              |              |           |           |  |  |

## Elecciones municipales distritales

### Resultados por distrito
La siguiente tabla enumera el control de los distritos de la provincia de San Martín. El cambio de mando de una organización política se resalta del color de ese partido.
| Distrito             | Alcalde(sa) titular         | Partido político | Partido político | Alcalde(sa) electo(a)        | Partido político | Partido político                 |
| -------------------- | --------------------------- | ---------------- | ---------------- | ---------------------------- | ---------------- | -------------------------------- |
| Alberto Leveau       | Luis Huamán Torres          |                  | Vamos Vecino     | Orlando Gatica Córdova       |                  | Unidad Nacional                  |
| Cacatachi            | Javier Flores Arévalo       |                  | Vamos Vecino     | Javier Flores Arévalo        |                  | Movimiento Independiente IDEAS   |
| Chazuta              | Fredy Alvarado Garazatua    |                  | Acción Popular   | Demetrio Saurin Apagueño     |                  | Movimiento Independiente IDEAS   |
| Chipurana            | Jorge del Castillo Torrejón |                  | Acción Popular   | César Cavero Napuchi         |                  | Avancemos Chipurana              |
| El Porvenir          | Herman Jáuregui Tejada      |                  | Todos a Una      | Hugo Zavaleta Zumaeta        |                  | Partido Aprista Peruano          |
| Huimbayoc            | Segundo Pinedo Santin       |                  | Acción Popular   | Elías Campos Pezo            |                  | Partido Aprista Peruano          |
| Juan Guerra          | Roberto Saavedra del Águila |                  | Vamos Vecino     | Víctor Flores Paredes        |                  | Fuerza Juan Guerrina             |
| La Banda de Shilcayo | Juan Salas Arévalo          |                  | Vamos Vecino     | Hilder Navarro Mego          |                  | Siempre con La Banda de Shilcayo |
| Morales              | Jeiger Arévalo Salas        |                  | Acción Popular   | Emiterio Ramos Quispe        |                  | Somos Perú                       |
| Papaplaya            | Miguel Gómez Grández        |                  | Los Maiceros     | Emilio Ysuiza Shapiama       |                  | Perú Posible                     |
| San Antonio          | Linder Reátegui Cueva       |                  | Somos Perú       | Linder Reátegui Cueva        |                  | Movimiento Independiente IDEAS   |
| Sauce                | Gomer Linares Gonzales      |                  | Vamos Vecino     | José del Águila García       |                  | Perú Posible                     |
| Shapaja              | Víctor Arévalo Rodríguez    |                  | Acción Popular   | Waldir del Castillo Gonzales |                  | Frente de Integración Comunal    |